# John Bramhall
John Bramhall, DD (1594 – 25 de junho de 1663) foi um Arcebispo de Armagh e um teólogo anglicano e apologista. Ele foi um controversista notável que defendeu obstinadamente a Igreja Inglesa das acusações tanto de puritanos quanto de católicos romanos, bem como do materialismo de Thomas Hobbes.

## Primeiros anos
Bramhall nasceu em Pontefract, Yorkshire, filho de Peter Bramhall (falecido em 1635), de Carleton. Matriculou-se no Sidney Sussex College, Cambridge, em 1609 e formou-se B.A. em 1612, M.A. em 1616, B.D. em 1623 e D.D. em 1630. Foi ordenado por volta de 1616 e recebeu um benefício eclesiástico em South Kilvington, em Yorkshire, oferecido por Christopher Wandesford. Em 1623, participou de um debate público em Northallerton com Hungate, um jesuíta, e Houghton, um padre católico. Tobias Matthew, arcebispo de York, fez dele seu capelão; ele também foi sub-reitor de Ripon.

## Na Irlanda
Ele foi para a Irlanda em 1633 com Thomas Wentworth e tornou-se arquidiácono de Meath. Como comissário real, trabalhou para obter a renúncia de arrendamentos (fee farms) referentes às receitas episcopais e clericais, recuperando renda para a Igreja. Foi consagrado Bispo de Derry na capela do Castelo de Dublin em 16 de maio de 1634, sucedendo o puritano George Downham. No Parlamento irlandês, que se reuniu em 14 de julho de 1634, Bramhall ajudou a aprovar leis para a preservação das propriedades eclesiásticas.
Na convocação irlandesa, reunida em novembro de 1634, aprovaram-se os Trinta e nove artigos, além dos Artigos Irlandeses de 1615. Bramhall tentou adotar os cânones ingleses de 1604 na Irlanda; houve conflitos sobre esse assunto entre ele e James Ussher, encerrados com a aprovação de cânones distintos, em cuja elaboração Bramhall participou. O nonagésimo quarto cânone, endossando uma política de William Bedell, bispo de Kilmore, previa o uso da Bíblia e do livro de orações no vernáculo em áreas de fala irlandesa; Bramhall se opôs a isso. Em agosto de 1636, em Belfast, ele auxiliou o bispo Henry Leslie contra cinco ministros que se recusaram a subscrever os novos cânones.
Ele empregou os rendimentos de suas propriedades na Inglaterra para comprar e melhorar um patrimônio em Omagh, Condado de Tyrone, numa área católica. No mesmo ano, foi nomeado recebedor-geral (receiver-general) para a Coroa de todas as rendas das propriedades da cidade de Londres em sua diocese, confiscadas por não cumprimento das condições de posse. Em 1639, ele protegeu e recomendou a Wentworth John Corbet, ministro em Bonhill, que havia sido deposto pelo presbitério de Dumbarton por se recusar a subscrever a declaração da assembleia contra o episcopado. Wentworth utilizou Corbet como um escritor sarcástico contra os escoceses covenanters e o nomeou vigário de Templemore, na diocese de Achonry. Archibald Adair, bispo de Killala e Achonry, um puritano, foi julgado como simpatizante do pacto escocês por suas opiniões sobre Corbet, sendo deposto em 18 de maio de 1640; tais ações alienaram os colonos escoceses. A Câmara dos Comuns irlandesa, em outubro de 1640, elaborou uma reclamação na qual descrevia a plantação de Derry como “quase destruída” pela política da qual Bramhall era administrador.
Depois que a Câmara dos Comuns inglesa acusou Wentworth (agora conde de Strafford) de alta traição em 11 de novembro de 1640, os presbiterianos do Ulster redigiram uma petição ao Parlamento inglês (apresentada por Sir John Clotworthy por volta do final de abril de 1641), contendo trinta e uma acusações contra os prelados anglicanos na Irlanda e pedindo que seus pastores exilados fossem reintegrados. Entre os bispos do Ulster, Bramhall foi o mais visado. A Câmara dos Comuns irlandesa, por proposta de Audley Mervyn e outros, em 4 de março de 1641, acusou-o, juntamente com o lorde chanceler, o juiz-chefe das causas comuns e Sir George Radcliffe, de cumplicidade na suposta traição de Strafford. Bramhall deixou Derry rumo a Dublin e tomou seu lugar na Câmara dos Lordes irlandesa. Foi preso e acusado de atos inconstitucionais; sua defesa foi que agira com equidade em prol do bem da Igreja e que suas mãos estavam limpas. Em 26 de abril, escreveu a Ussher em Londres e, por intervenção do rei, Bramhall foi libertado sem absolvição formal; retornou a Derry.

## Exílio
Em 1642, voltou à Inglaterra e permaneceu em Yorkshire até a Batalha de Marston Moor (2 de julho de 1644); apoiou a causa realista pregando e escrevendo, e enviou sua prataria ao rei. Juntamente com o Marquês de Newcastle e outros, partiu para o exterior, desembarcando em Hamburgo em 8 de julho de 1644. O Tratado de Uxbridge, em janeiro de 1645, o excluiu, juntamente com Laud, do perdão geral proposto.
Em Paris, conheceu Hobbes (antes de 1646) e discutiu com ele sobre liberdade e necessidade. Isso gerou controvérsias com Hobbes por anos. Até 1648, permaneceu principalmente em Bruxelas, pregando na embaixada inglesa e, mensalmente, para os mercadores ingleses de Antuérpia. Em 1648, retornou à Irlanda, mas não ao Ulster; em Limerick, em 1649, recebeu a profissão de fé do moribundo James Dillon, 3.º Conde de Roscommon. Enquanto estava em Cork, a cidade declarou-se a favor do Parlamento (outubro de 1649); ele escapou por pouco e retornou ao exterior. Correspondia-se com Montrose e debatia, escrevendo em defesa da Igreja da Inglaterra. Por volta de 1650, foi para a Espanha. Foi excluído do Ato de Anistia de 1652; subsequentemente, ocasionalmente usou em correspondências o pseudônimo “John Pierson”.

## Arcebispo de Armagh
Após a Restauração, em outubro de 1660, ele retornou à Inglaterra. Em seguida, foi para a Irlanda, e em 18 de janeiro de 1661, tornou-se Arcebispo de Armagh. Como arcebispo, Bramhall foi responsável por garantir que os Atos de conformidade religiosa fossem aplicados com moderação na Irlanda. Em 27 de janeiro de 1661, presidiu, na Catedral de São Patrício, a consagração de dois arcebispos e dez bispos para a Irlanda. Bramhall era ex officio presidente da convocação e, em 8 de maio de 1661, foi escolhido como orador (speaker) da Câmara dos Lordes da Irlanda. Ambas as casas apagaram de seus registros as antigas acusações contra Bramhall.
Embora o Parlamento tenha aprovado declarações exigindo conformidade ao episcopado e à liturgia, além de ordenar a queima do Pacto (Covenant), Bramhall não conseguiu aprovar suas propostas de um sistema uniforme de dízimo e de ampliação dos arrendamentos episcopais. Até 1667 não houve um ato de uniformidade irlandês, apenas o antigo estatuto de 1560 referente ao uso do segundo livro de orações de Eduardo VI. A expulsão dos não conformistas irlandeses foi executada por iniciativa episcopal, algum tempo antes da aprovação do Ato de Uniformidade de 1662 na Inglaterra. Armagh não era uma diocese predominantemente presbiteriana, e Bramhall agiu com moderação.
Bramhall estava defendendo seus direitos em um tribunal em Omagh contra Sir Audley Mervyn quando sofreu um terceiro derrame, que o deixou inconsciente. Morreu em 25 de junho de 1663.

## Obras
A importância histórica de Bramhall reside em seus escritos durante o exílio. Sem cargo oficial, ele dedicou-se a escrever réplicas a todos os ataques à Igreja Anglicana. Em 1643, escreveu Serpent Salve, uma defesa do episcopado e da monarquia contra os ataques do modelo presbiteriano puritano e da democracia. Em seguida, publicou Fair Warning against the Scottish Discipline (1649), que criticava as fraquezas do modelo presbiteriano e repudiava as reivindicações religiosas puritanas. Ele também atacou e se defendeu das ideias do Leviatã de Hobbes. Em 1655, Bramhall escreveu Vindication of True Liberty. Hobbes respondeu a Bramhall com Animadversions, e Bramhall retrucou com Castigation of Hobbes' Animadversions (incluindo a parte final intitulada "The Catching of Leviathan, the Great Whale") em 1658.
Além disso, Bramhall buscou defender a Igreja Inglesa de ataques da Igreja Católica Romana. Em 1653, ele contrapôs a reafirmação de Théophile Brachet de la Milletière sobre a doutrina da transubstanciação com uma resposta que reafirmava as justificativas da doutrina anglicana de Presença Real. Ele também atacou os ultramontanos da França. Em A Just Vindication of the Church of England from the Unjust Aspersion of Criminal Schism (1654), que foi contestado pelo bispo titular de Calcedônia, Bramhall replicou em 1656 com Replication, no qual orava para viver até o dia em que todas as Igrejas Cristãs se reunificassem.
Suas obras foram compiladas por John Vesey, em Dublin, 1677. Elas se dividem em:
- cinco tratados contra os católicos (incluindo uma refutação da fábula de Nag's Head);
- três contra os sectários;
- três contra Hobbes; e
- sete escritos não classificados, em defesa de visões realistas e anglicanas.[2]

As obras foram reimpressas na Library of Anglo-Catholic Theology, Oxford, 1842–5, em 5 volumes.
John Milton acreditava, equivocadamente, que Bramhall fosse o autor de Apologia pro Rege et Populo Anglicano (1650); o verdadeiro autor foi John Rowland. A publicação póstuma de Vindication of himself and the Episcopal Clergy from the Presbyterian Charge of Popery, as it is managed by Mr. Baxter, &c. (1672), com prefácio de Samuel Parker, suscitou a obra The Rehearsal Transpros'd (1672), de Andrew Marvell.
Ele também é lembrado pela frase It is the last feather that breaks the horse's back (Works, 1655), uma forma inicial de The last straw that breaks the camel's back.

## Família
Seu casamento com a viúva de um clérigo, Ellinor Halley, deu-lhe fortuna e uma biblioteca. Seus filhos incluíram:
- Sir Thomas Bramhall, bart., que se casou com Elizabeth, filha de Sir Paul Davys, morrendo sem deixar descendência.
- Isabella, casou-se com Sir James Graham, filho de William Graham, 7.º Conde de Menteith; a filha dela, Ellinor ou Helen, casou-se com Sir Arthur Rawdon, de Moira, ancestral direto do Marquês de Hastings.
- Jane, casou-se com o vereador (Alderman) Toxteith, de Drogheda.
- Anne, casou-se como segunda esposa de Sir Standish Hartstonge, 1.º Baronete, um dos juízes do Tribunal do Tesouro na Irlanda.[2]